# اولیگاما
اولیگاما (به لاتین: Oligama) یک منطقهٔ مسکونی در سری‌لانکا است که در استان مرکزی (سری‌لانکا) واقع شده‌است.